# Энинфул, Анри
Энинфу́л Акое́т Анри́ст (фр. Eninful Akoete Henriste; 21 июля 1992, Нотсе, Того) — тоголезский футболист, полузащитник клуба «Лахти». Выступал в сборной Того.

## Клубная карьера
Анри — выпускник футбольной академии бельгийского «Стандарда».
26 января 2011 года Энинфул дебютировал за льежский клуб в первом четвертьфинальном матче Кубка Бельгии против «Мехелена». В других матчах розыгрыша Кубка 2010/11, ставшего победным для «Стандарда», Анри участия не принимал. 29 января того же года тоголезец провёл свой первый матч в Лиге Жюпиле. Всего в сезоне 2010/11 полузащитник сыграл 3 матча в чемпионате. 18 августа 2011 года Анри дебютировал в еврокубках, выйдя на замену в конце матча квалификационного раунда Лиги Европы против «Хельсинборга».
В феврале 2012 года Энинфул был отдан в аренду до конца сезона в венгерский «Уйпешт». Первый матч в чемпионате Венгрии Анри провёл 24 марта 2012 года в гостевом поединке с «Диошдьёром». В аренде тоголезец провёл 10 матчей в первенстве и 2 матча в Кубке Венгрии.
13 августа 2012 года Анри подписал трёхлетний контракт с «Уйпештом», и был переведён во вторую команду, в которой провёл весь последующий сезон, появившись на замену только в одном матче высшего дивизиона. Перед началом сезона 2013/14 полузащитник возвратился в основную команду «Уйпешта».

## Достижения
«Стандард»
- Обладатель Кубка Бельгии (1): 2010/11